# 玛丽·简·理查森·琼斯
玛丽·简·理查森·琼斯（英語：Mary Jane Richardson Jones，1819年—1909年12月26日）是倡导女性參政權、主张废除奴隶制的非裔美国慈善家。她生于田纳西州，父母都是自由黑人，一家人在她少年时迁居伊利诺伊州。她和丈夫约翰·琼斯都是芝加哥历史早期黑人头面人物，在美國內戰前時期的废除奴隶制运动地位突出，协助成百上千黑人摆脱奴役。
1879年丈夫去世后，琼斯继续在芝加哥支持非裔美国人民权运动和民族提升，并主张妇女选举权。她积极参与女性俱乐部运动，引导范妮·巴里耶·威廉斯、艾達·貝爾·韋爾斯等新生代黑人领袖。史家旺达·亨德里克斯称琼斯“贵族女族长，掌握（芝加哥）黑人精英20年”。

## 早年经历
玛丽·简·理查森1819年生于田纳西州孟菲斯，父亲以利亚和母亲迪扎都是自由黑人。以利亚·理查森是铁匠，迪扎在家相夫教子。夫妻二人1810至1845年生下九个孩子，玛丽·简排位居中。据阿纳·邦当与杰克·康罗伊1945年著作《他们想找城市》记载，传主肤色不深，女王般气质的美貌日后成为传奇。
一家人19世纪30年代迁居伊利诺伊州麦迪逊县阿尔顿，理查森少年时期目睹阿尔顿在反奴隶制报社编辑以利亚·帕里什·洛夫乔伊遇害后发生暴动，多年后她还“生动地”记得洛夫乔伊送葬队伍从家门前经过。

### 结婚并移居芝加哥

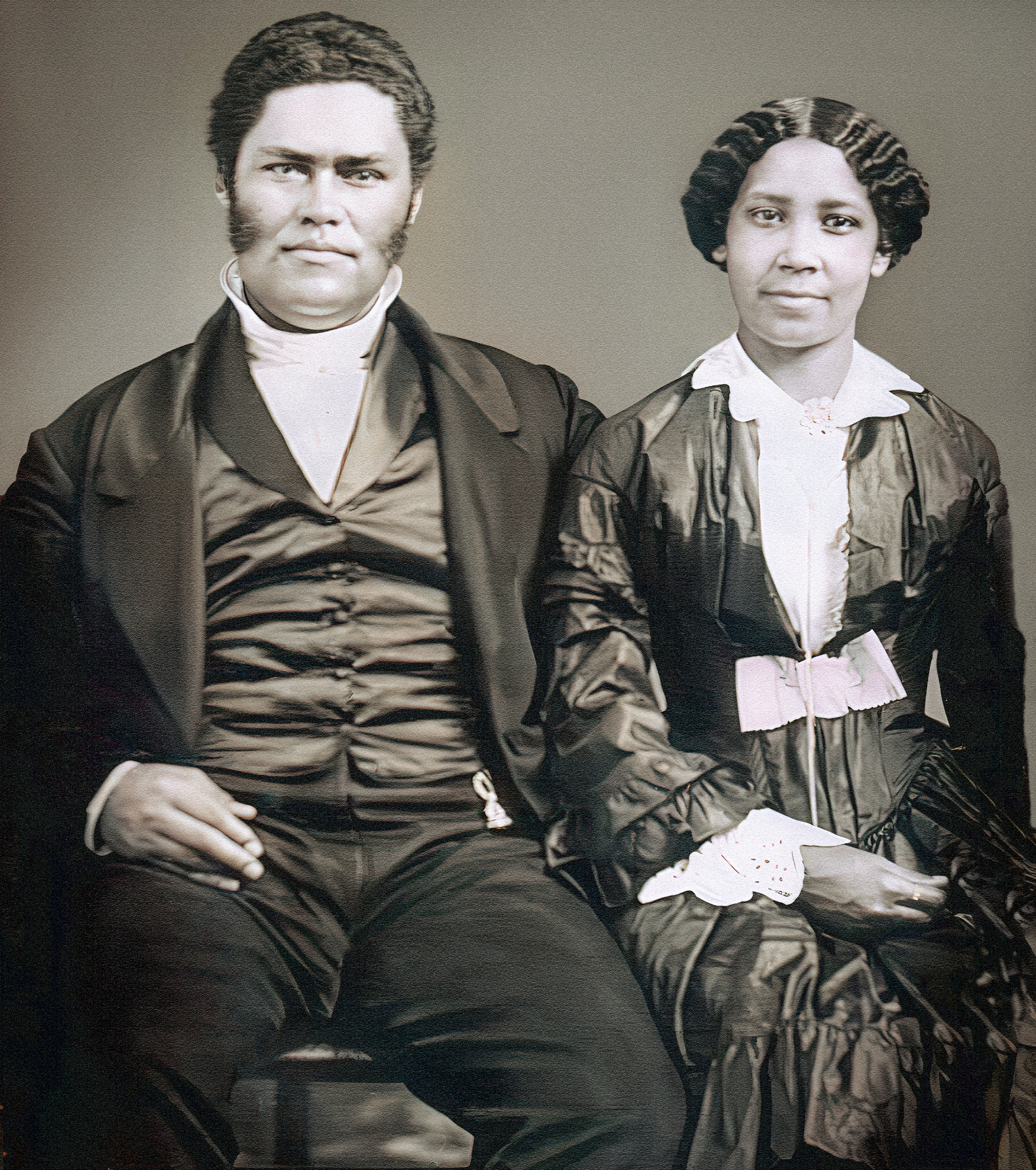
新婚夫妇约翰·琼斯和玛丽·简·理查森

1841年理查森嫁给约翰·琼斯并随夫姓，约翰是来自北卡罗来纳州的自由黑人。两人在田纳西州相识，约翰为追她搬到阿尔顿。二人之女拉维尼娅1843年出生，为免自由黑人地位受质疑，琼斯夫妇1844年1月28日在阿尔顿法院取得自由民证明文献。1845年3月，琼斯一家迁居刚成立八年的芝加哥，两人坚定主张废除奴隶制，对芝加哥的大型反奴隶制运动慕名而来。途中他们被怀疑是逃奴而遭拘留，经驿站马车司机上诉获释。
琼斯夫妇抵达芝加哥时只剩3.5美元，靠典当手表支付租金并买下两个炉子，黑人杂货商汉森氏给琼斯夫妇贷款两美元。约翰的裁缝生意风生水起，1850年已足够买房。琼斯夫妇抵达芝加哥时还目不识丁，但很快就学会读写，两人都认为知识是获取实力的关键，约翰笔下写道：“读书使人自由”。

## 南北战争前
琼斯夫妇加入芝加哥非裔美国人小团体，两人抵达时团体共有140人。琼斯联合另外三名女子领导非裔美理美会，总部设在芝加哥奎因非裔美理美会，把教会发展成四通八达的地下铁路中转站。琼斯夫妇加入自由党，两人的住房变成芝加哥地下铁路第二站。
丈夫的裁缝生意十分红火，琼斯把家园经营成黑人活动中心，组织抵制黑人法令和逃奴法等限制非裔的法律。弗雷德里克·道格拉斯等倡导废除奴隶制的名人与琼斯夫妇关系友好，道格拉斯介绍两人认识约翰·布朗。琼斯觉得布朗等人是“我所见最粗野的人”，他们向东准备突袭哈珀斯费里，途中在琼斯家停留。琼斯向他们提供新衣，据她多年后回忆，布朗半年后问绞时穿的衣服就是她所赠。琼斯一家反对奴隶制但不赞成武力手段，他们不支持布朗发动暴力奴隶起义的计划。

琼斯夫妇不顾当时法律禁止，协助成百上千的奴隶北上逃往加拿大，在门口为开会的反奴隶制人士站岗。据琼斯之女拉维尼娅·琼斯·李1905年回忆，她曾亲眼目睹母亲在谢尔曼街加利内和芝加哥联合铁路火车站把逃奴推上北上列车，奴隶捕手一旁眼睁睁看着，在反奴隶制人群阻拦下无法靠近。琼斯关心帮过的人近况，给许多昔日逃奴写信，形成以她和丈夫为核心的援助网。

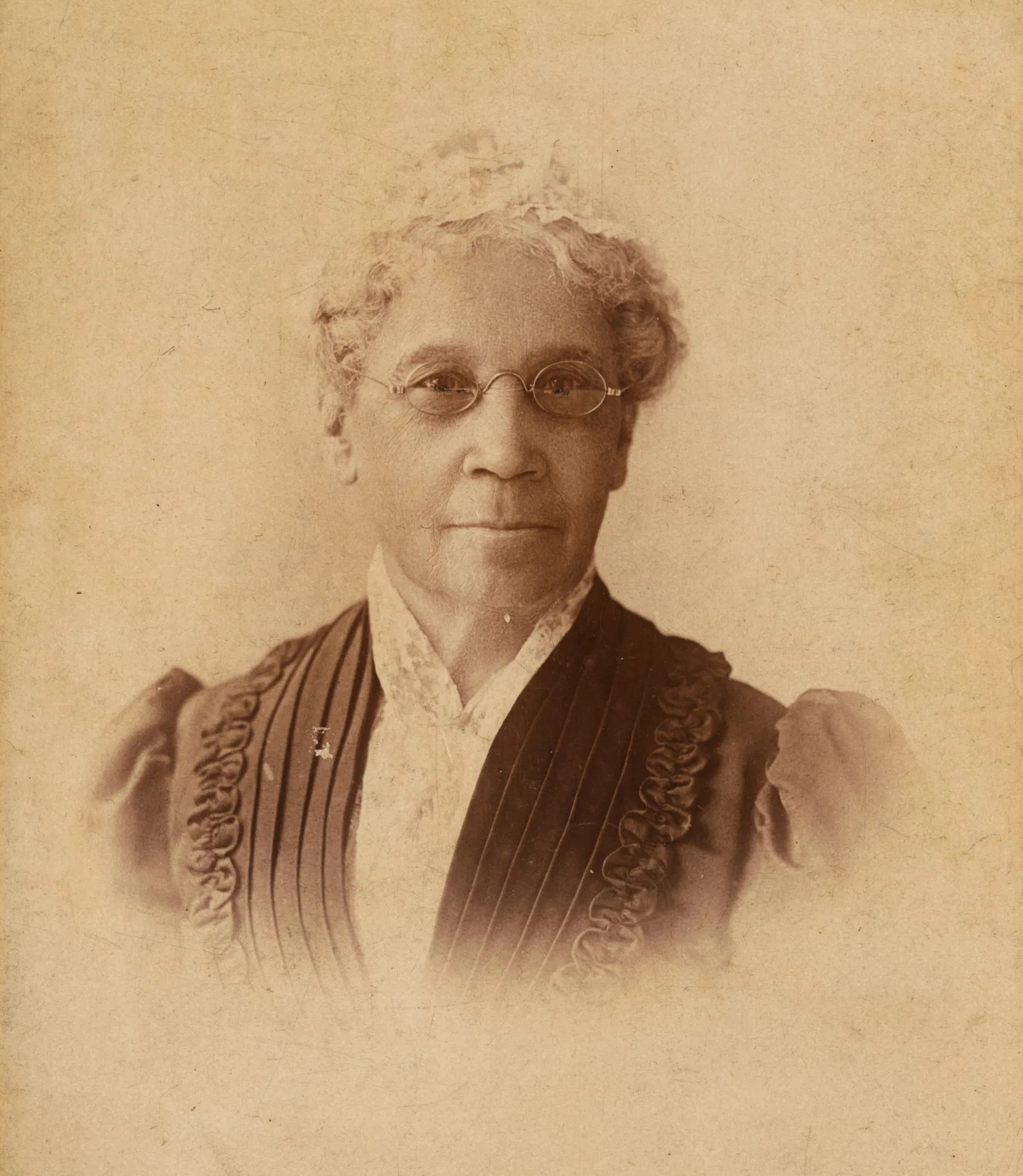
琼斯1883年拍的六英寸照片

琼斯夫妇1861年协助创办奥利韦浸信会，教会拥有史上首座向芝加哥黑人开放的图书馆。1871年她与另外三名女子通过教会协助创办“金之工人”援助组织。1861年南北战争爆发，琼斯为美国有色人种部队招兵买马。她与萨蒂拉·道格拉斯等有志一同的社会活动家合作，引领创办芝加哥有色人种妇女自由人援助协会，为政治行动提供宣传平台甚至直接援助昔日奴隶。

## 晚年——持续行动
史家理查德·荣格指出，琼斯无论信念还是能力都很强，南北战争结束后她继续倡导民权和种族融合。1867年纽约新闻工作者西奥多·蒂尔顿计划到芝加哥克罗斯比歌剧院演讲，琼斯致信示警，称歌剧院会对观众实行种族隔离。蒂尔顿对此颇为不快，施压后歌剧院同意在他演讲时混合黑人与白人的座位，还向琼斯赠送门票，向观众朗读她的信。

约翰·琼斯1871年当选库克县委员，是伊利诺伊州首位非裔民选公务员。同年芝加哥大火烧毁他的四层裁缝店，连家里的房子也不能幸免，直接经济损失8.5万美元，后在草原大道附近建新居。约翰的裁缝店也在新址重启，他继续工作直到1873年退休。

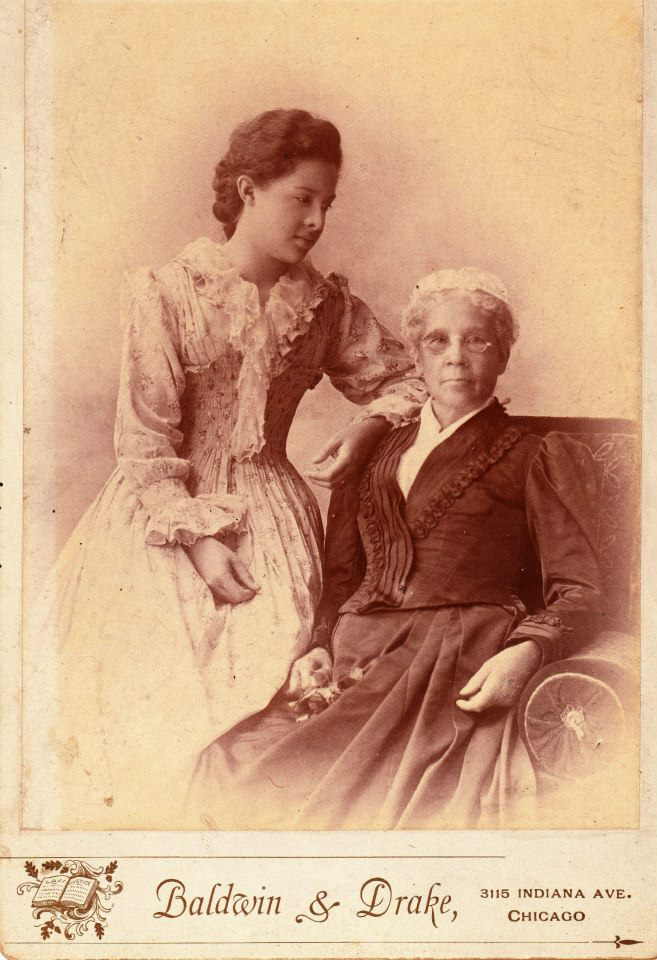
琼斯与外孙女西奥多拉·李·珀内尔，摄于1883年

### 寡居
约翰1879年5月27日死于布莱特氏病，寡居的琼斯经济富足。丈夫生前富裕程度就在芝加哥名列前茅，留下的遗产价值超七万美元。家族友人劳埃德·加里森·惠勒接手约翰的裁缝生意。
史家克里斯托弗·罗伯特·里德指出，琼斯在19世纪90年代前堪称芝加哥黑人社会核心，位于29街的雄伟新居体现传主经济和社会地位。荣格也称，琼斯在1871年大火前来到芝加哥的非裔美国“元老”中地位最高。史家旺达·亨德里克斯称琼斯“贵族女族长，掌握（芝加哥）黑人精英20年”。

### 支持青年一代活动家
琼斯将财富用于慈善和社会活动，对芝加哥赫尔馆和菲利斯·惠特利俱乐部贡献很大。惠特利女子之家1908年在她的慷慨资助下成立，旨在支持农村来的新移民。
琼斯起初不主张妇女参政，觉得埃德蒙尼娅·刘易斯这样的非裔妇女名流都没有要求妇女选举权，自称对妇女参政权的主张是“女人需为所应为”。决定支持争取妇女投票权后，她在家招待苏珊·安东尼、卡丽·查普曼·凯特开会。
琼斯支持丹尼尔·黑尔·威廉姆斯等年轻一代黑人活动家，让威廉姆斯住在家里，还资助他上医学院，只需威廉姆斯分担家务。后者开办诊所后，琼斯又成为他的早期客户。1891年威廉姆斯创办不实施种族隔离的普罗维登特医院，琼斯捐助大笔慈善经费。

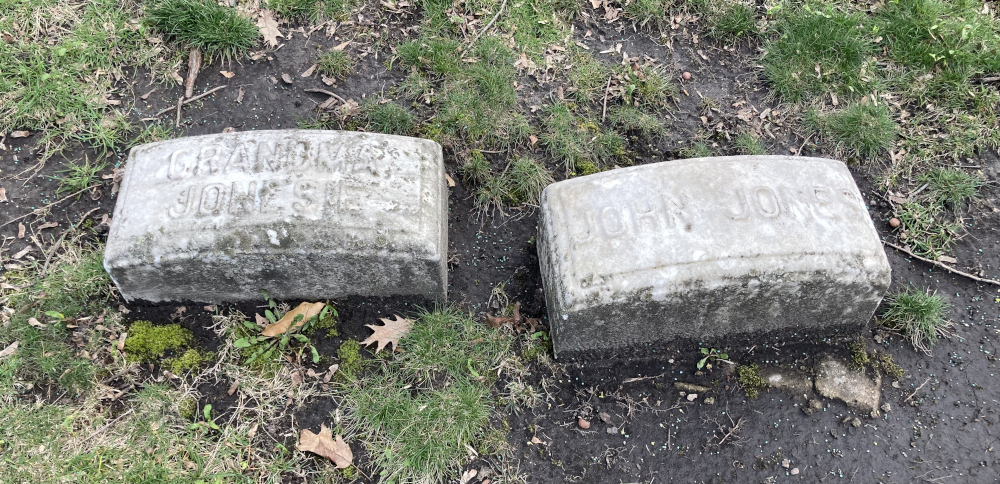
琼斯夫妇在雅园公墓相伴长眠

琼斯重视道德和社会进步，1888年接受《芝加哥論壇報》记者采访时表示：“我们希望女人待遇更公正，男人品行更高尚”，话语经报纸文章《有教养的黑人女子》传扬开来。她积极参与女性俱乐部运动，是1894年艾達·貝爾·韋爾斯新俱乐部首任主席，靠声望推动更多人加入并提升俱乐部地位。琼斯与范妮·巴里耶·威廉斯一起主持普律当丝·克兰德尔文学俱乐部妇女分会，该俱乐部是芝加哥黑人和女权运动的重要公共论坛。她引导新生代黑人妇女领袖，如巴里耶·威廉斯、威尔斯、伊丽莎白·林赛·戴维斯。
据荣格记载，玛丽·简·理查森·琼斯于1909年12月26日与世长辞《芝加哥守卫报》写道：“受所有人爱戴与钦佩”的琼斯“已是89岁高龄，完全掌握她所有的才能”。她和丈夫在芝加哥雅园公墓相伴长眠，墓碑上写着“外祖母琼斯”。